# McLaren M23
McLaren M23 är en formel 1-bil, tillverkad av den brittiska formelbilstillverkaren McLaren mellan 1973 och 1977.

## Bakgrund
McLaren byggde tävlingsbilar för en mängd olika racingserier och sina första framgångar hade man inom Can-Am. 1972 vann Mark Donohue Indy 500 med en McLaren. Till 1973 gjorde McLaren en storsatsning på sitt formel 1-stall.

## Utveckling
Med M23-modellen kombinerade McLaren erfarenheterna från företrädaren M19 och Indy-vinnaren M16B. M23:an var inte den mest avancerade bilen i startfältet utan följde den sedvanliga uppbyggnaden med självbärande monocoque och Cosworth-motorn som en lastbärande del av chassit.
Största förändringen på bilen genomfördes till 1976 med introduktionen av en sexväxlad växellåda. Senare på säsongen förbjöds luftboxarna till motorn och nya luftintag infördes.

## Tekniska data
| Tekniska data           | McLaren M23                                                           |
| ----------------------- | --------------------------------------------------------------------- |
| Motor:                  | Mittmonterad 90° 8-cylindrig V-motor                                  |
| Cylindervolym:          | 2993 cm³                                                              |
| Borrning x slaglängd:   | 85,7 x 64,8 mm                                                        |
| Max effekt vid varvtal: | 465 hk vid 10 500 v/min                                               |
| Ventilstyrning:         | Dubbla överliggande kamaxlar per cylinderrad, 4 ventiler per cylinder |
| Bränslesystem:          | Lucas bränsleinsprutning                                              |
| Växellåda:              | 5-växlad manuell                                                      |
| Hjulupphängning:        | Dubbla tvärlänkar, skruvfjädrar                                       |
| Bromsar:                | Skivbromsar                                                           |
| Chassi & kaross:        | Självbärande aluminiummonocoque                                       |
| Hjulbas:                | 257 cm                                                                |
| Torrvikt:               | 575 kg                                                                |

## Tävlingsresultat

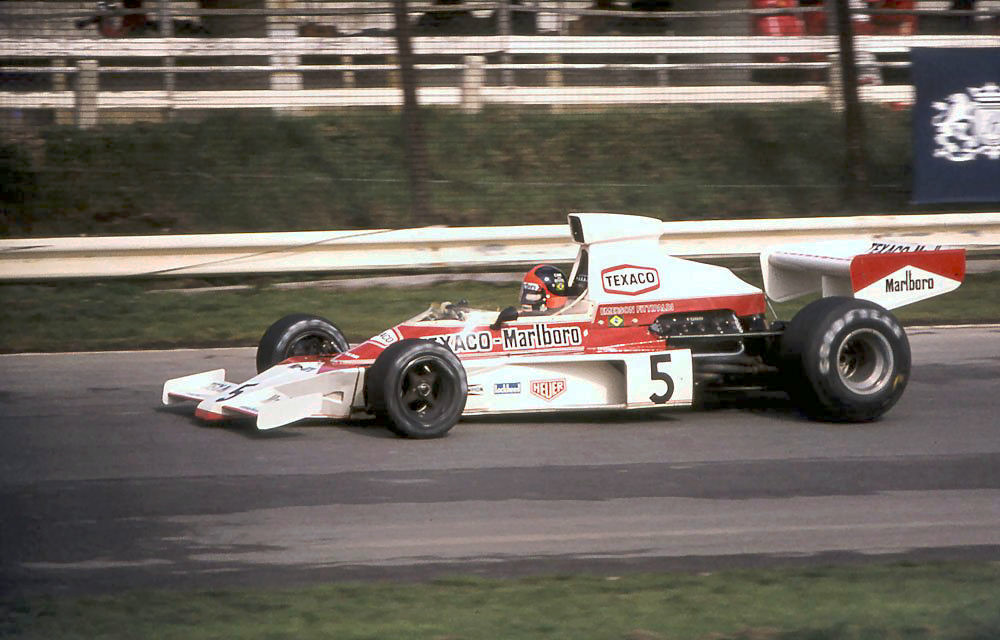
Emerson Fittipaldi vid Storbritanniens Grand Prix 1974.

### Formel 1-VM 1973
M23:an debuterade en bit in på säsongen 1973 och visade sig snabbt vara konkurrenskraftig. Peter Revson vann två lopp under säsongen och Denny Hulme ett. I förarmästerskapet kom Revson på fjärde plats och Hulme på femte. McLaren slutade trea i konstruktörsmästerskapet.

### Formel 1-VM 1974
1974 vann Emerson Fittipaldi tre lopp och Denny Hulme ett. Fittipaldi tog sin andra VM-titel medan Hulme slutade sjua och McLaren vann konstruktörsmästerskapet för första gången.

### Formel 1-VM 1975
1975 tog Emerson Fittipaldi två segrar och den nye andreföraren Jochen Mass vann ett lopp. Fittipaldi kom tvåa i förarmästerskapet, efter Niki Lauda och Mass slutade sjua. I konstruktörsmästerskapet kom McLaren trea.

### Formel 1-VM 1976
Säsongen 1976 dominerades av Niki Lauda och Scuderia Ferrari fram tills Lauda olycka vid Tysklands Grand Prix. James Hunt hade vunnit två lopp före Tyskland och vann sedan ytterligare fyra. Efter den dramatiska finalen i Japan vann Hunt förarmästerskapet med en poängs marginal till Lauda. Jochen Mass kom på en blygsam niondeplats och McLaren slutade tvåa i konstruktörsmästerskapet efter Ferrari.

### Formel 1-VM 1977
Fabriksstallet fortsatte köra med M23:an in på halva säsongen 1977. Bästa placeringen blev en andraplats för Jochen Mass i Sveriges Grand Prix.